# Labaro
Il labaro era una insegna militare romana (un vexillum), che veniva utilizzata solo quando l'imperatore si trovava con l'esercito. Era costituito da un drappo quadrato, color porpora e con una frangia d'oro, attaccato a una lancia o a una lunga picca dorata per mezzo di una piccola asta trasversale. Sul drappo anticamente sarebbe stata ricamata con fili d'oro o dipinta un'aquila, simbolo di Giove.

Ipotetica ricostruzione del labaro di Costantino I. I tondi contenevano i ritratti dell'imperatore e di alcuni dei suoi più stretti familiari. Si osservino anche le monete mostrate di seguito.

## Storia

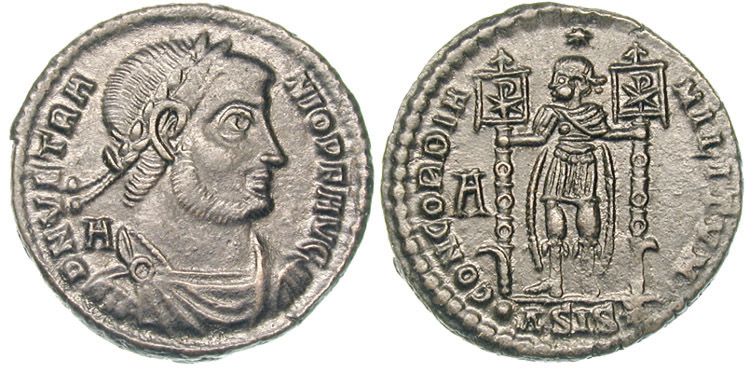
Moneta raffigurante il cesare illirico Vetranione. Sul rovescio, regge due labari con il monogramma di Cristo sulla bandiera

Sembra che il labaro sia stato utilizzato sin dall'epoca dell'imperatore Adriano. Le origini del nome sono incerte, ma l'etimologia più diffusa lo collega alla parola laurum ("alloro"), simbolo di trionfo. Secondo altri, invece, la parola ha origine celtica, affine al basco lauburu. Il nome e lo stendardo sarebbero stati portati a Roma dai cavalieri cantabrici al servizio di Roma. L'unico fatto certo è che già nel II secolo alcuni autori latini menzionano delle insegne militari, il vexillum e il cantabrum, costituite da una lunga picca dorata e da un'asta trasversale, proprio come il labaro imperiale.

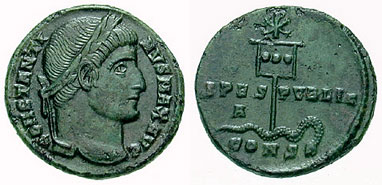
Moneta di Costantino (ca.327) con la rappresentazione del monogramma di Cristo sulla parte superiore dell'asta del labaro imperiale

Quando Costantino il Grande abbandonò il paganesimo, modificò il labaro sostituendo l'aquila di Giove con il monogramma di Cristo Chi-Rho. Cinquanta uomini delle sue truppe scelte (Ipaspisti ovvero scudieri) vennero specificamente incaricati di montare la guardia al labaro e portarlo in testa all'esercito.
Diverse tipologie di labaro sono riportate nelle monete coniate da Costantino. Esse differiscono per la posizione del Chi-Rho, che può essere riprodotto sul drappo oppure circondato da una corona e attaccato al braccio superiore della croce. Sull'asta del labaro o sopra il drappo si trovavano anche medaglioni con il ritratto dell'imperatore e dei suoi figli. Secondo la Vita di Costantino di Eusebio di Cesarea, che fu uno stretto collaboratore di Costantino negli ultimi anni della vita di entrambi, il ritratto dell'imperatore si trovava sulla metà superiore del drappo, mentre sulla metà inferiore era disegnata una croce. Il Chi- Rho, invece, era attaccato al braccio superiore della croce.
Il labaro, così modificato, fu da allora utilizzato da tutti gli imperatori cristiani romani o bizantini sino alla caduta di Costantinopoli.

## Uso attuale
Oggi la parola labaro indica qualunque insegna, di ente o associazione, pendente da un'asta orizzontale come il labaro di Costantino. In Massoneria è in uso presso le Logge per indicarne l'emblema, l'Oriente d'appartenenza ed il titolo distintivo.
Per metonimia la parola labaro viene utilizzata anche per indicare il Chi Rho stesso. Questo uso è diffuso in molte lingue europee.

## Araldica
Anche in araldica il nome Labaro di Costantino viene utilizzato per indicare il monogramma di Cristo, per il quale, però, è utilizzato anche il nome più corretto Croce di Costantino. Il termine Labaro di Costantino dovrebbe essere riservato ai casi in cui lo scudo è caricato con la rappresentazione di tutto lo stendardo (asta e monogramma almeno).
Con il nome di labaro cantabrico si intende invece uno stendardo moderno che pretende di imitare l'antico cantabrum. Lo stemma è di rosso (come la porpora imperiale) ed è caricato di un Lábaro, un disegno celtico simile alla croce di Sant'Andrea. Non ci sono, tuttavia, fonti storiche che permettano di affermare che i cantabri utilizzavano insegne rosse, né che esse erano caricate con questo motivo iconografico.

## Esempi di labari

D'azzurro, al leopardo illeonito d'oro seduto, con la coda che risale tra le gambe, con la zampa destra sollevata e tenente un labaro di Costantino dello stesso caricato dall'iscrizione in lettere maiuscole di nero CIV.AREL.
Di rosso, al labaro d'oro caricato in cuore dalle catene di Navarra poste in circolo
Labaro cantabrico